# 禅林寺 (中津川市)
禅林寺（ぜんりんじ）は岐阜県中津川市飯沼にある聖観世音菩薩を本尊とする曹洞宗の寺院。山号は瑞雲山。 恵那三十三観音霊場八番。

## 歴史
往古は飯沼村に寺は無く、槇ヶ根と言う山林のあたりに念仏堂の如き小庵があり、何宗ともなく僧を入置して仏事を行うも年暦は明らかでない。
元亀・天正の頃(1570年～1591年)小寺の如くしつらい何宗とも定まりなく(天台宗とも伝えられる)仏事菩提をとむらうこと七十有余年と伝えられる。
寛永11年（1634年）に、当時岩村城下にあった岩村藩主丹羽氏の菩提寺の妙仙寺六世の斧峯牛鈯により開山された。
宝地料　五石有余を村除地とし、山林田畑を寺領として、境内一町寺内　三十間四方の一寺を建立した。禅林寺には斧峯牛鈯の墓がある。
元禄15年(1702年)に丹羽氏が越後国高柳藩へ、さらに元文4年(1739年)には播磨国三草藩へ転封したため妙仙寺も共に移った。それ故、禅林寺は兵庫県加東市の妙仙寺の末寺となっている。
他にも東濃には、妙仙寺の末寺として瑞浪市の寶林寺、恵那市の天長寺と清楽寺の3ヶ寺があるが、妙仙寺が遠隔の地のため、禅林寺が、その代務を司っている。
享保5年（1720年）に7世の達眞祖了が本堂を改築。
宝暦3年（1753年）に11世の鉄桂蔵山が、釣鐘と鐘楼門を建立。
宝暦7年（1757年）には庫裡の再建が行われた。
宝暦8年（1758年）に恵那三十三観音霊場が開かれた際には十番札所となった。
明和4年（1767年）十三世の積翁孝智によって禅堂と客殿の建立が行われて七堂伽藍が整った。
天保9年（1838年）12月25日の夜半に、禅堂より出火。客殿・本堂・庫裏・禅堂・鐘楼・門・廻廊等諸堂を焼失し、鎮守堂・土蔵・灰屋だけが残った。寺の裏に経塚と呼ばれる塚がある。経文を納めたものと言い伝えられている。
天保10年(1839年)二十一世の寿山大長の代に庫裏を再建。
弘化3年(1846年)客殿・本堂を再建。
嘉永6年(1853年)迄に全成就して同3月に入仏供養を行なった。
安政3年(1856年)22世の大棟禅牛が十六羅漢・釈迦・阿難・迦葉の一九像を建立した。
明治の初め頃に寺子屋を開き飯沼村の学府として栄えた。(飯沼村尋常小学校の前身)
平成27年（2015年）本堂が改築された。
近隣にある縄文時代遺跡であるの大日向遺跡で発掘された甕形土器は中津川市の文化財に指定されており、本堂において公開されている。また、本尊の他に子育て延命地蔵菩薩が祀られている。